# Lucas Vásquez de Ayllón
Lucas Vásquez de Ayllón (født ca. 1478 i Toledo, død 18. oktober 1526 i det nuværende South Carolina) var en spansk conquistador og den første europæiske kolonisator af, hvad der nu er South Carolina.
Han kom til Vestindien i 1502, hvor han i 1506 blev dommer i den koloniale administration af Hispaniola (Santo Domingo). I 1520 tog han til Mexico for at mægle mellem de spanske chefer Hernán Cortés og Diego Velázquez. En ekspedition sendte ham under kommando af Francisco Gordillo, der gjorde landgang nær Cape Fear (North Carolina) i 1522, og i 1523 med tilladelse fra kong Karl 1. af Spanien organiserede han en ekspedition for at finde Nordvestpassagen til Molukkerne og udforske østkysten af datidens USA (de nuværende stater Virginia og North Carolina).
Efter i 1526 at have modtaget kong Karls bemyndigelse til at råde over de opdagede landområder organiserede Ayllón en ekspedition på omkring 500 mennesker til at kolonisere kysten af Virginia, hvor han grundlagde San Miguel de Guadalupe, den første europæiske koloni i Nordamerika. Kolonien blev ingen succes, idet en stor del af kolonisterne omkom på grund af sygdom, så bosættelsen blev opgivet igen få måneder senere. Blandt dem, der døde, var Ayllón